# Wolf (plantenziekte)
Wolf (Pseudoperonospora farinosa f.sp. spinaciae syn. Peronospora farinosa f.sp. spinaciae) is een valse meeldauw en de belangrijkste schimmelziekte bij spinazie. Het vormt een grijs schimmelpluis op de onderkant en soms ook op de bovenkant van de bladeren. Alleen bij de vroege teelt van spinazie met zaai in december komt wolf niet voor. De oösporen blijven 2-3 jaar levensvatbaar in de grond. De oöspore kan na kieming een sporangium vormen.

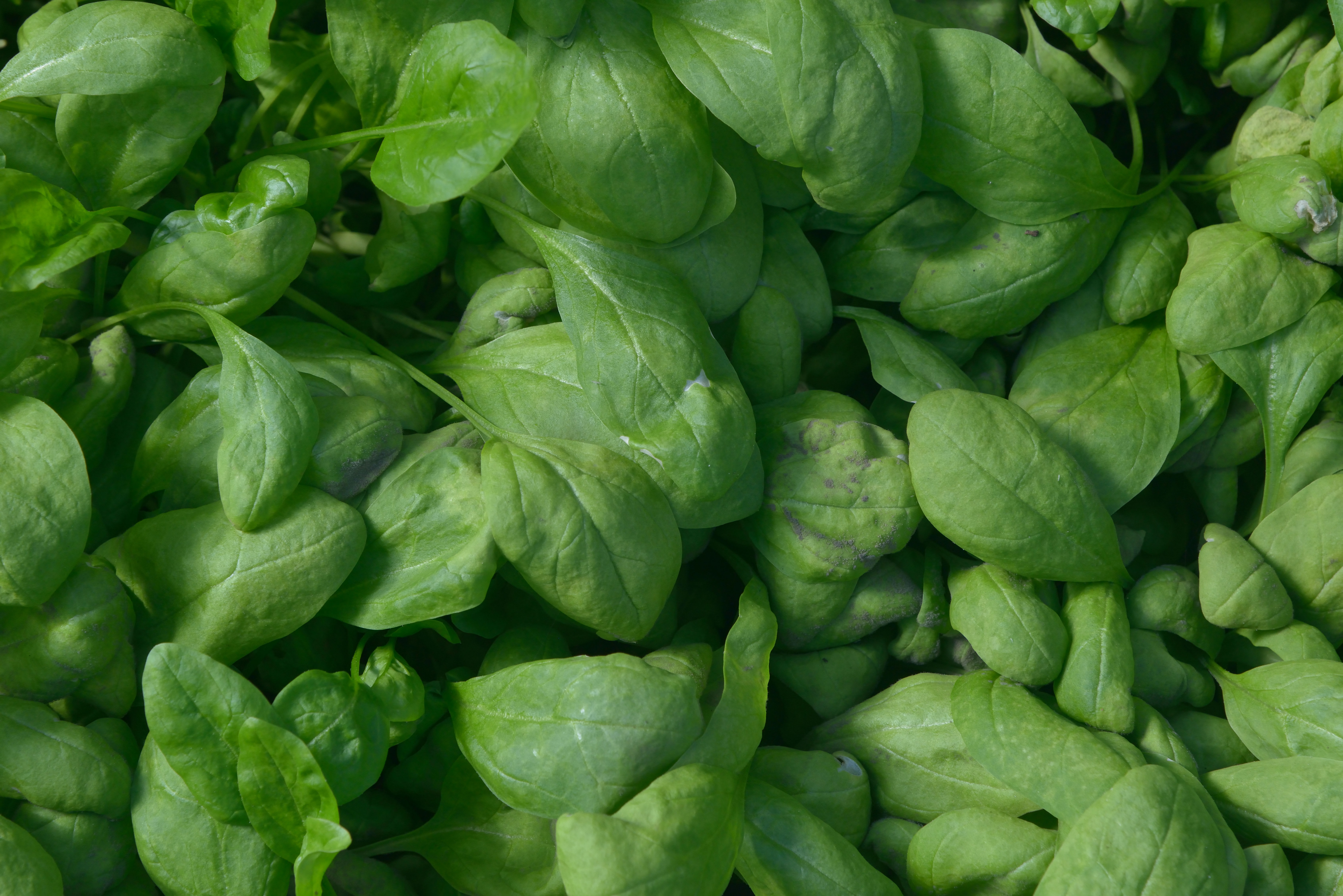
Wolf op Breedblad scherpzaad
Wolf op Breedblad scherpzaad enkele dagen later
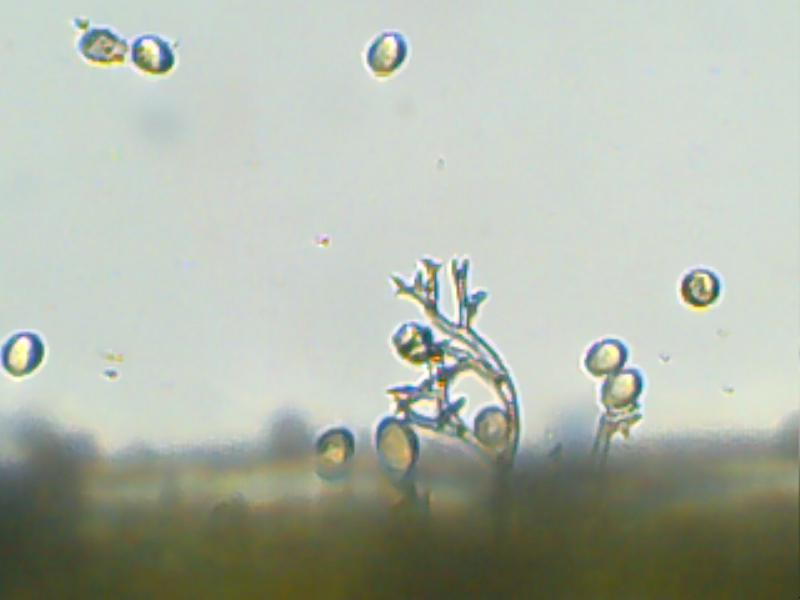
Sporangiofoor en sporangiën
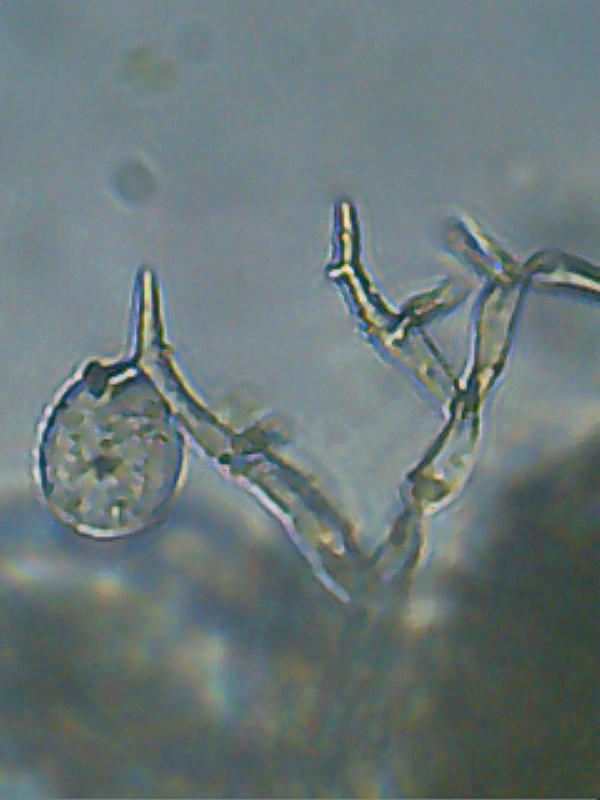
Sporangiofoor met sporangium
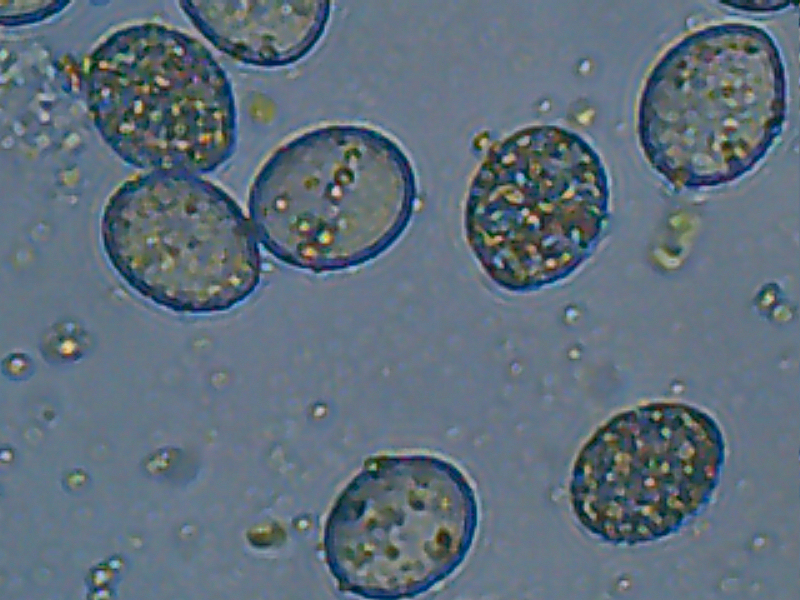
Sporangiën en sporangiosporen
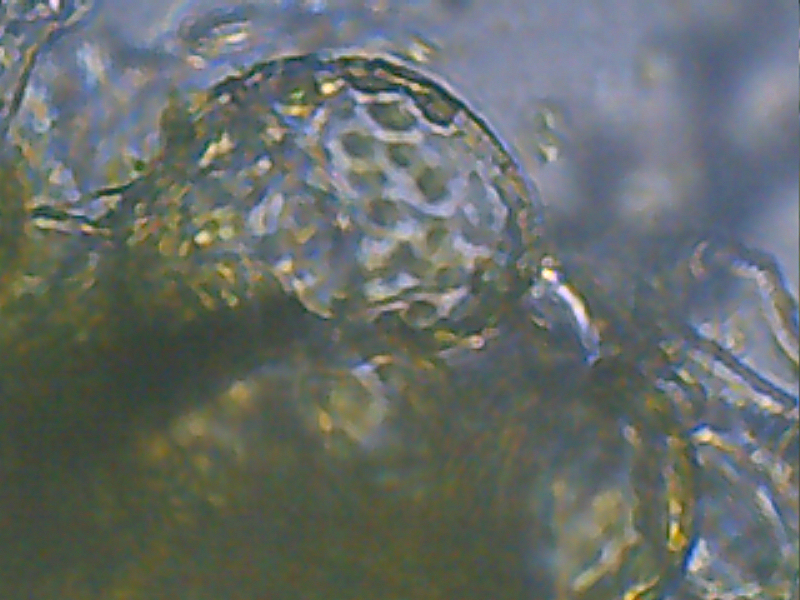
Sporangium

De sporen uit het sporangium van de schimmel dringen de plant binnen en vormen intercellulaire, vingervormige haustoria. Vervolgens vormt de schimmel voor verdere verspreiding sporangioforen met grijze sporangiën.

## Fysio's
Van deze ziekte zijn verschillende fysio's bekend, waar de rassen verschillend vatbaar voor zijn. Het type fysio wordt vastgesteld met behulp van een reeks rassen, die verschillend vatbaar zijn voor de verschillende fysio's. Er zijn in 2015 al 15 fysio's bekend. De veredelaars kunnen de schimmel maar net voorblijven met het kweken van nieuwe rassen met resistentie tegen de nieuwe fysio's. Telers vragen om volledig resistente rassen. Hobbytelers moeten het met minder resistente rassen doen. De meeste zaadhuizen bieden hooguit fysio 1 tot en met 5 resistente rassen aan in kleinverpakking.